# Resolution (película)
Resolution es una película de terror estadounidense de 2012 dirigida por Justin Benson y Aaron Scott Moorhead, escrita por Benson y protagonizada por Peter Cilella y Vinny Curran. Cilella interpreta a un diseñador gráfico y futuro padre llamado Michael quien, después de recibir un inquietante video por correo electrónico de su mejor amigo drogadicto Chris (interpretado por Curran), viaja a una cabaña remota para salvarlo. La película de 2017 El infinito comparte el mismo universo creativo que Resolution y puede interpretarse como una secuela parcial.

## Reparto
- Peter Cilella como Michael Danubio
- Vinny Curran como Chris Daniels
- Zahn McClarnon como Charles
- Bill Oberst Jr. como Byron
- Kurt David Anderson como Billy
- Skyler Meacham como Micah
- Justin Benson como Justin, miembro del culto OVNI
- Aaron Scott Moorhead como Aaron, miembro del culto OVNI

## Producción
Aunque la película a menudo se describe como "cambiante de género", este no fue un concepto intencional; siempre fue concebida como una película de terror sobre un antagonista invisible que manipula la realidad para crear historias interesantes. La trama de desintoxicación se introdujo para darle más estructura a la historia, ya que los directores necesitaban un dispositivo argumental para que la historia se desarrollara durante siete días. El guion fue escrito en seis meses. Las partes principales de la película se rodaron en 17 días, pero las tramas secundarias se rodaron a lo largo de varios meses, los fines de semana. Los directores estaban específicamente interesados en evitar el homenaje abierto y, en cambio, se centraron en parodiar los tropos del cine independiente. La película se rodó en el este del condado de San Diego. Los directores no tienen experiencia directa con la desintoxicación; para realizar la investigación, buscaron información en Google. Sin embargo, Benson conocía a un adicto al crack y utilizó algunas de las divagaciones del adicto como inspiración para el diálogo de Chris.

## Estreno
Resolution tuvo su estreno mundial en el Festival de Cine de Tribeca el 20 de abril de 2012. Tribeca Film le dio a la película un estreno inicial limitado en cines el 25 de enero de 2013. Cinedigm y Tribeca Film estrenaron Resolution en DVD, Blu-ray y vídeo a la carta el 8 de octubre de 2013.